# Rötenbach (Wolfegg)
Rötenbach ist ein Ortsteil von Wolfegg im Landkreis Ravensburg in Oberschwaben.

## Lage
Rötenbach liegt etwa 1,8 Kilometer südlich von Wolfegg, etwa 3,2 Kilometer nordöstlich von Vogt und rund 5 Kilometer westlich von Kißlegg.
Der Ort befindet sich im Nordosten des Naturraums Westallgäuer Hügelland (Naturraum-Nr. 33), welcher Teil der Großlandschaft Voralpines Hügel- und Moorland (Nr. 3) ist.
Die Wolfegger Ach durchfließt das Dorfzentrum in einem Bogen und nimmt dort den 6,238 Kilometer langen Premersbach und den 6,044 Kilometer langen Tobelbach auf. Östlich von Rötenbach, etwa 100 Meter am Ort vorbei, mündet der 727 Meter lange Katzentalgraben ebenfalls in die Wolfegger Ach. Während die nordwestlichen Gebäude von Rötenbach im Einzugsgebiet des Tobelbachs liegen, befindet sich der restliche Teil des Dorfes im direkten Einzugsgebiet der Wolfegger Ach, die über die Schussen und den Rhein in die Nordsee entwässert.

## Geschichte
Rötenbach, das als Rotinbach erstmals 1171 erwähnt wurde, wurde in den Jahren 1821/22 Vereinödet.
Ursprünglich war Rötenbach eine Filiale der Pfarrei Eintürnenberg. Im Jahr 1783 erfolgte die Erhebung der örtlichen Kapelle zur Pfarrkirche. Der Neubau der katholischen Pfarrkirche St.-Jakobus Maior wurde 1785 realisiert, wobei der ältere Kirchturm erhalten blieb und 1853 erhöht wurde. Umfassende Renovierungsarbeiten fanden 1960/61 im Innenbereich und 1976 außen statt.
Der Pfarrsprengel Rötenbach umfasst heute die Weiler Boschers, Brenden, Frohnhof, Ganszürnen, Hofstatt, Katzental, Oberhof, Oppenreute, Premen, Reute, Schlegelsberg, Speck, Staig, Tannen und Zürnen. Des Weiteren gehören auch Teile der Gemeinden Kißlegg und Vogt dazu.

## Sehenswürdigkeiten
In Rötenbach gibt es folgende Sehenswürdigkeiten:
- Die Kirche St.-Jakobus Maior mit ihrem Deckenfresko.
- Das historische Pfarrhaus, das im Jahr 1789 erbaut wurde.
- Der Pfarrstadel, dessen Bau auf das 18. Jahrhundert zurückgeht.

## Öffentliche Einrichtungen
In Rötenbach gibt es folgende öffentliche Einrichtungen:
- Den Kindergarten Sankt Maria, der zwei Gruppen beherbergt.[6]
- Das Dorfgemeinschaftshaus, welches in den Räumlichkeiten der ehemaligen Schule untergebracht ist.[7]

## Infrastruktur
Rötenbach ist durch mehrere Landes- und Gemeindestraßen erschlossen. Aus nördlicher Richtung erreicht man den Ort über die L 315 aus Wolfegg. Die L 330 führt von Rötenbach nach Osten Richtung Kißlegg und nach Westen Richtung Vogt. Ergänzend verbinden mehrere Gemeindeverbindungswege den Ort mit den umliegenden Weilern und Einöden.
Für Radfahrer ist Rötenbach ebenfalls gut angebunden: Das Freizeitnetz des Radnetzes Baden-Württemberg verläuft direkt durch den Ort. Zudem liegt Rötenbach am Oberschwäbischen Jakobsweg und am Donau-Bodensee-Radweg.